# Yssingeaux
Yssingeaux (okcitansko Sinjau) je naselje in občina v osrednji francoski regiji Auvergne, podprefektura departmaja Haute-Loire. Leta 2012 je naselje imelo 7.101 prebivalca.

## Geografija
Kraj leži v vzhodnem delu Velaya, 28 km severovzhodno od Le Puy-en-Velaya.

## Uprava
Yssingeaux je sedež istoimenskega kantona, v katerega so poleg njegove vključene še občine Araules, Beaux, Bessamorel, Grazac, Lapte in Saint-Julien-du-Pinet z 12.035 prebivalci (v letu 2012).
Naselje je prav tako sedež okrožja, v katerem se nahajajo kantoni Aurec-sur-Loire, Bas-en-Basset, Boutières, Deux Rivières et Vallées, Mézenc (del), Monistrol-sur-Loire in Yssingeaux s 83.180 prebivalci (v letu 2011).

## Pobratena mesta
- Ebersberg (Bavarska, Nemčija);